# Козлів (селище)

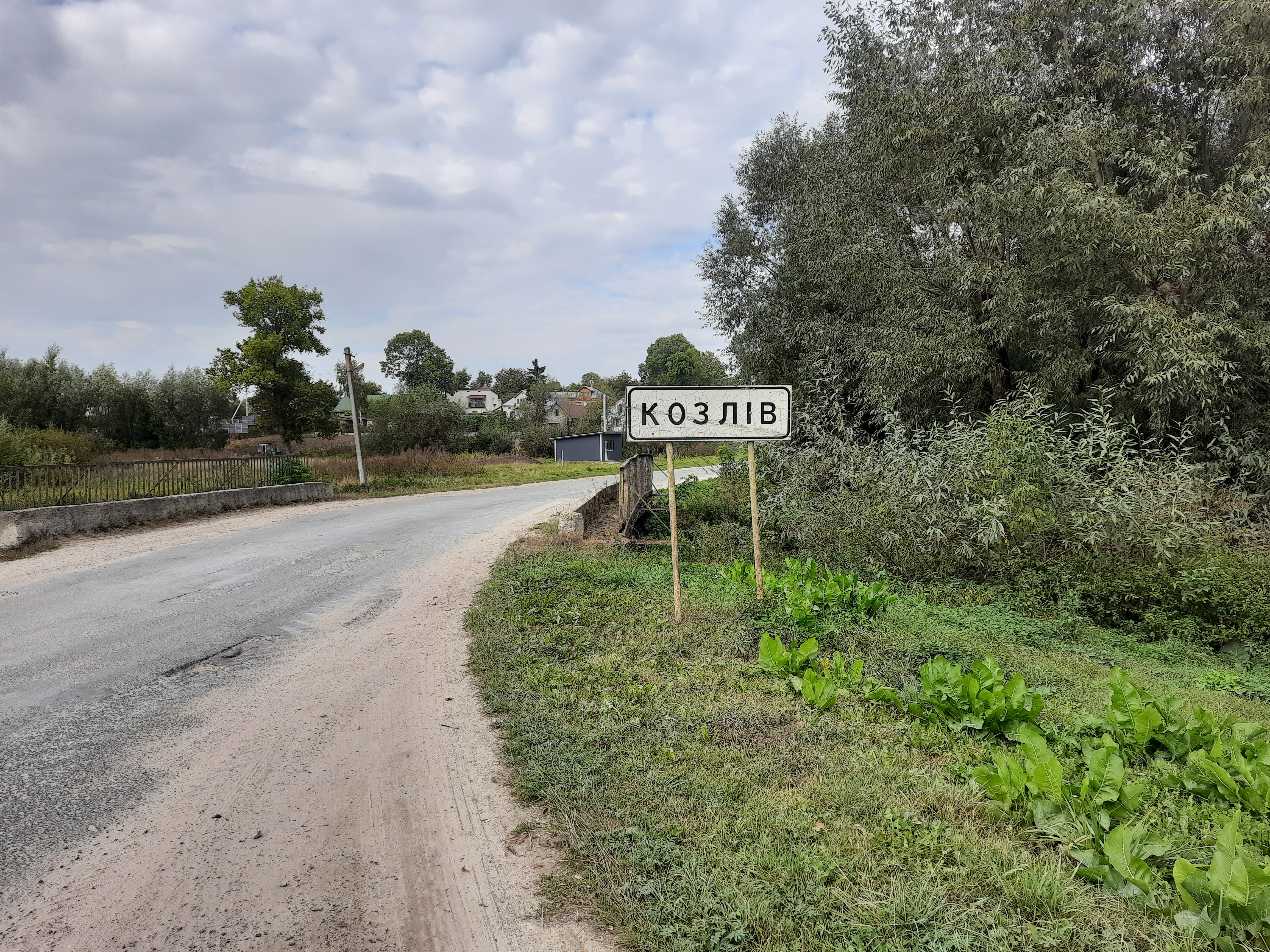
Дорожній знак при в'їзді в Козлів

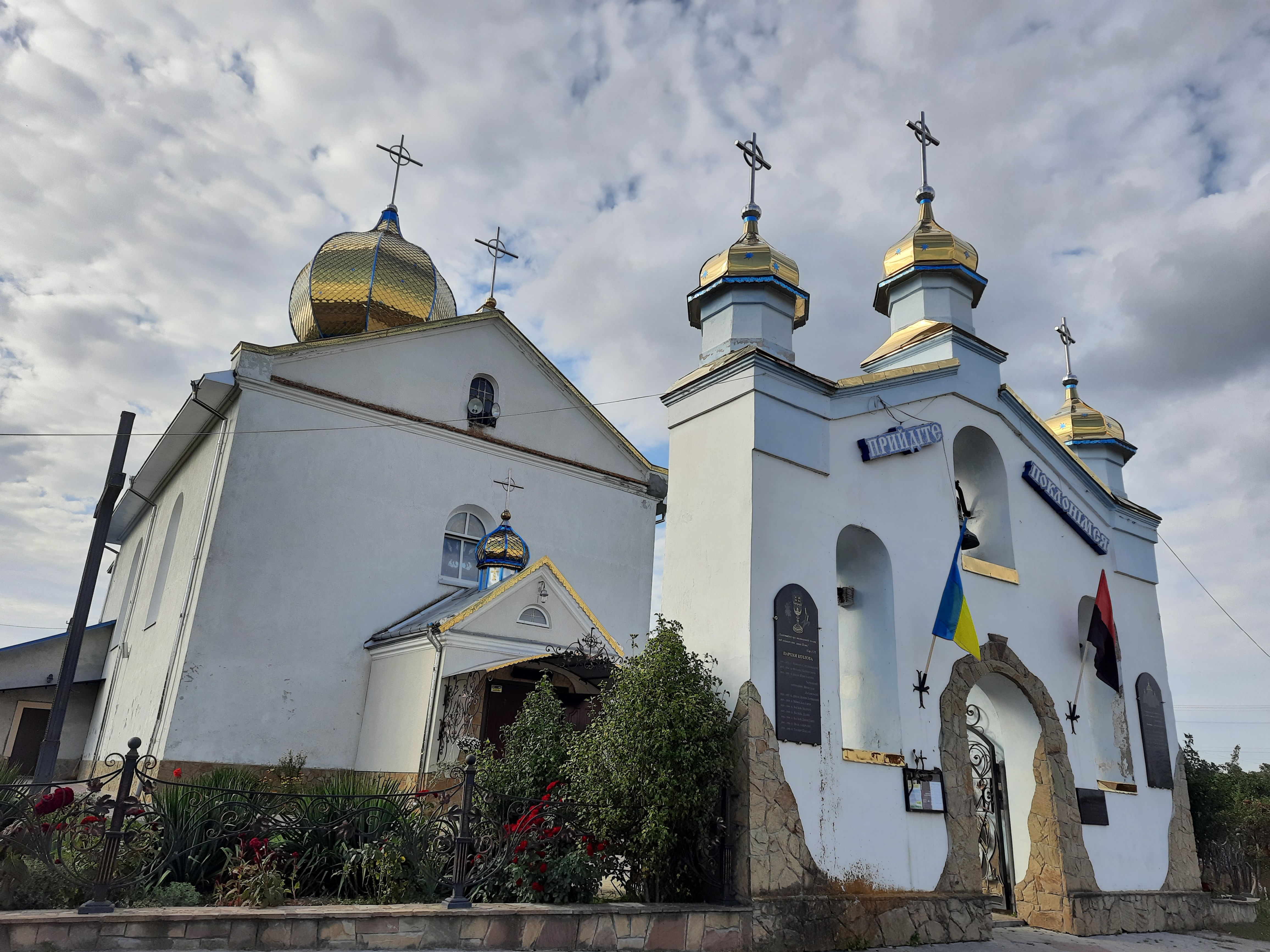
Церква Вознесіння Господнього

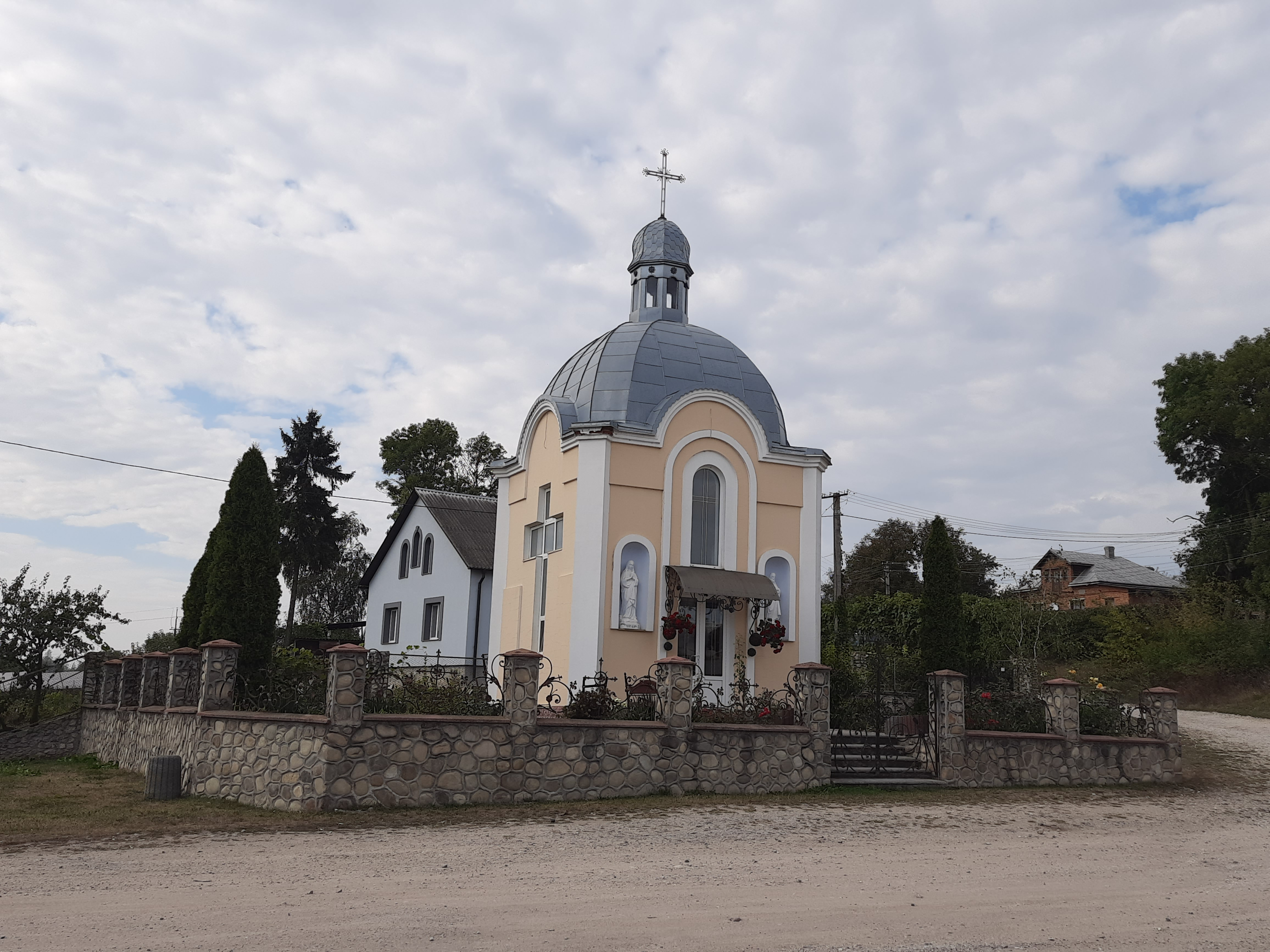
Каплиця

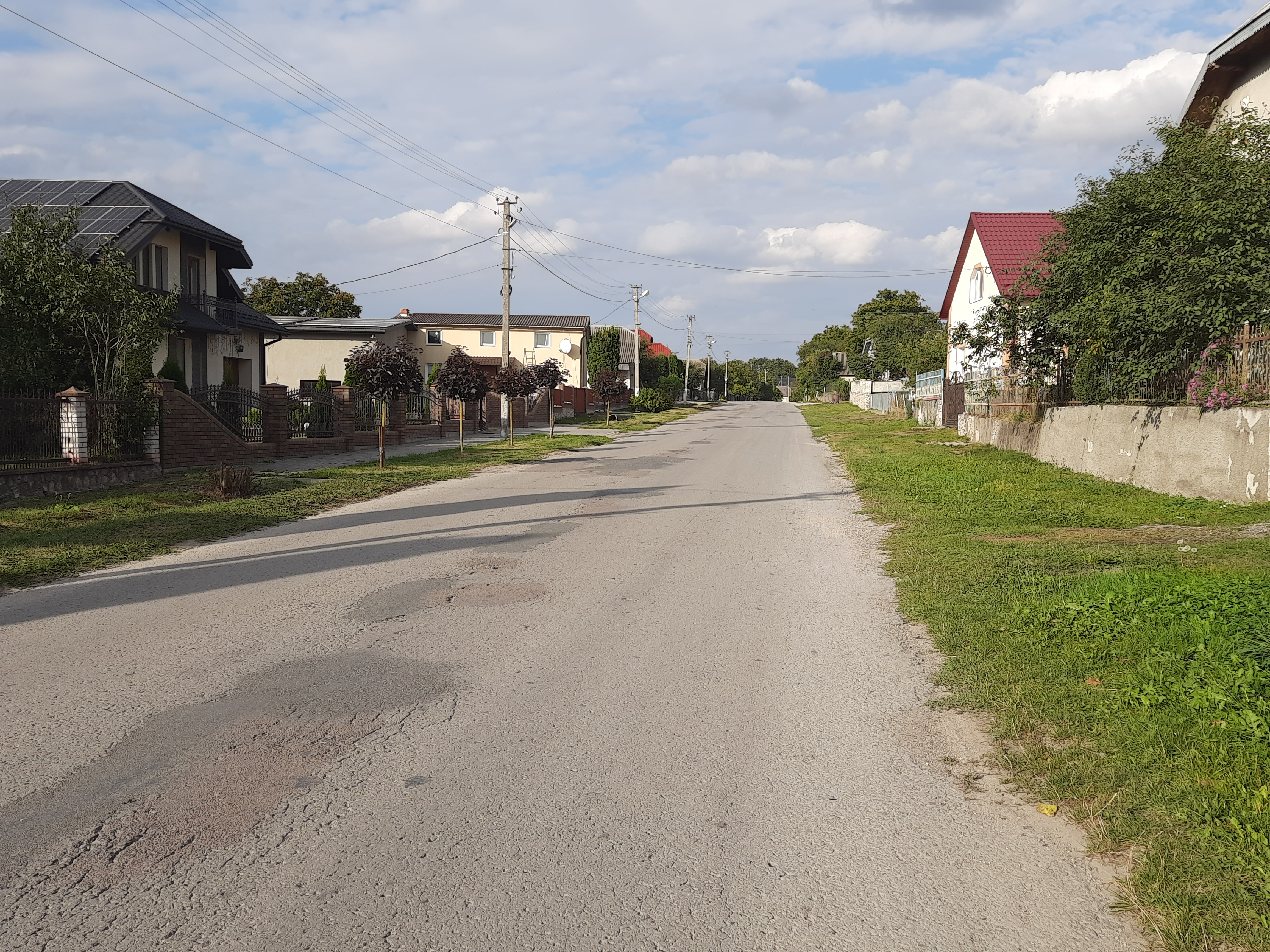
Сільська вулиця

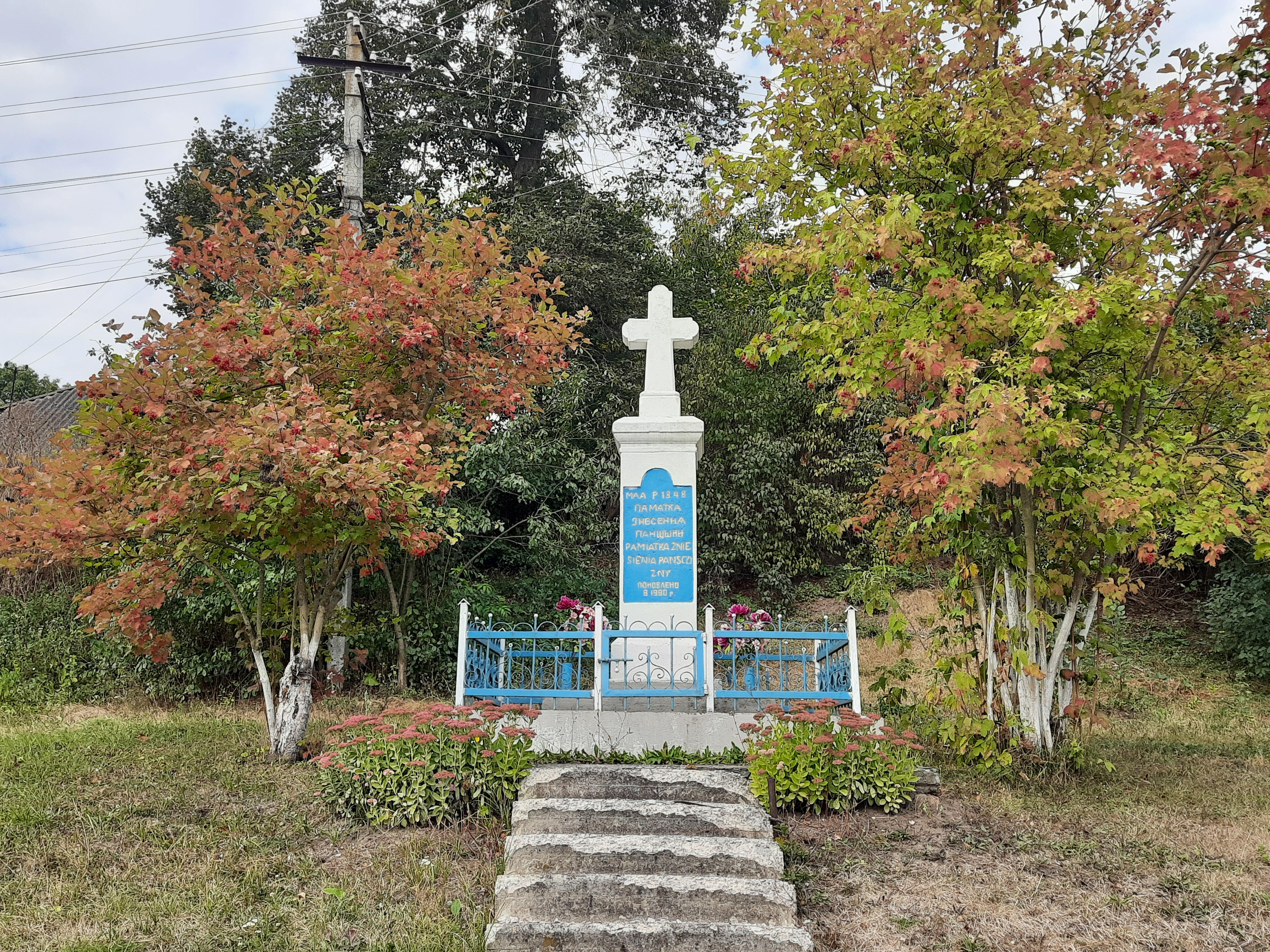
Пам'ятний хрест з нагоди скасування панщини

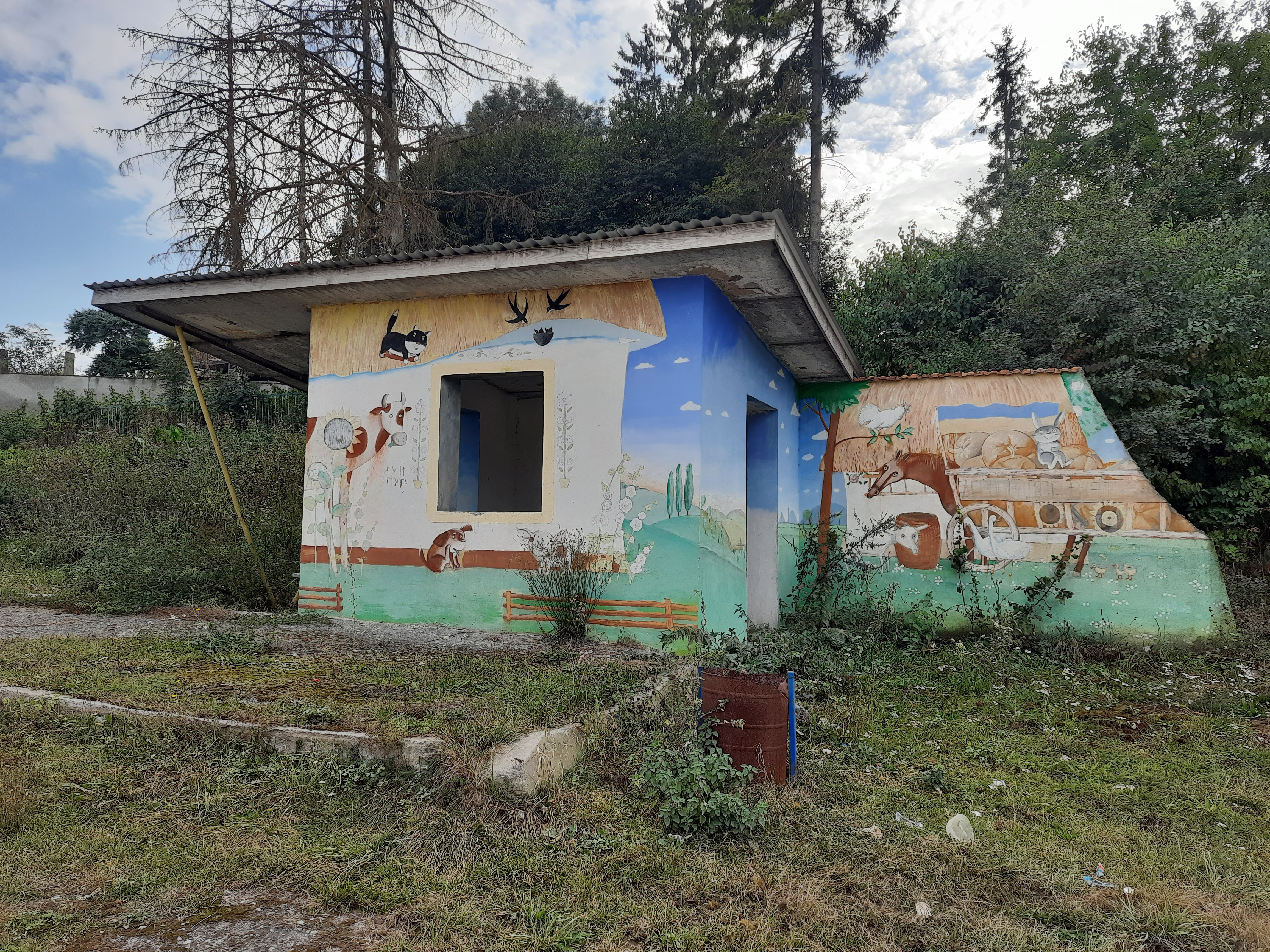
Автобусна зупинка

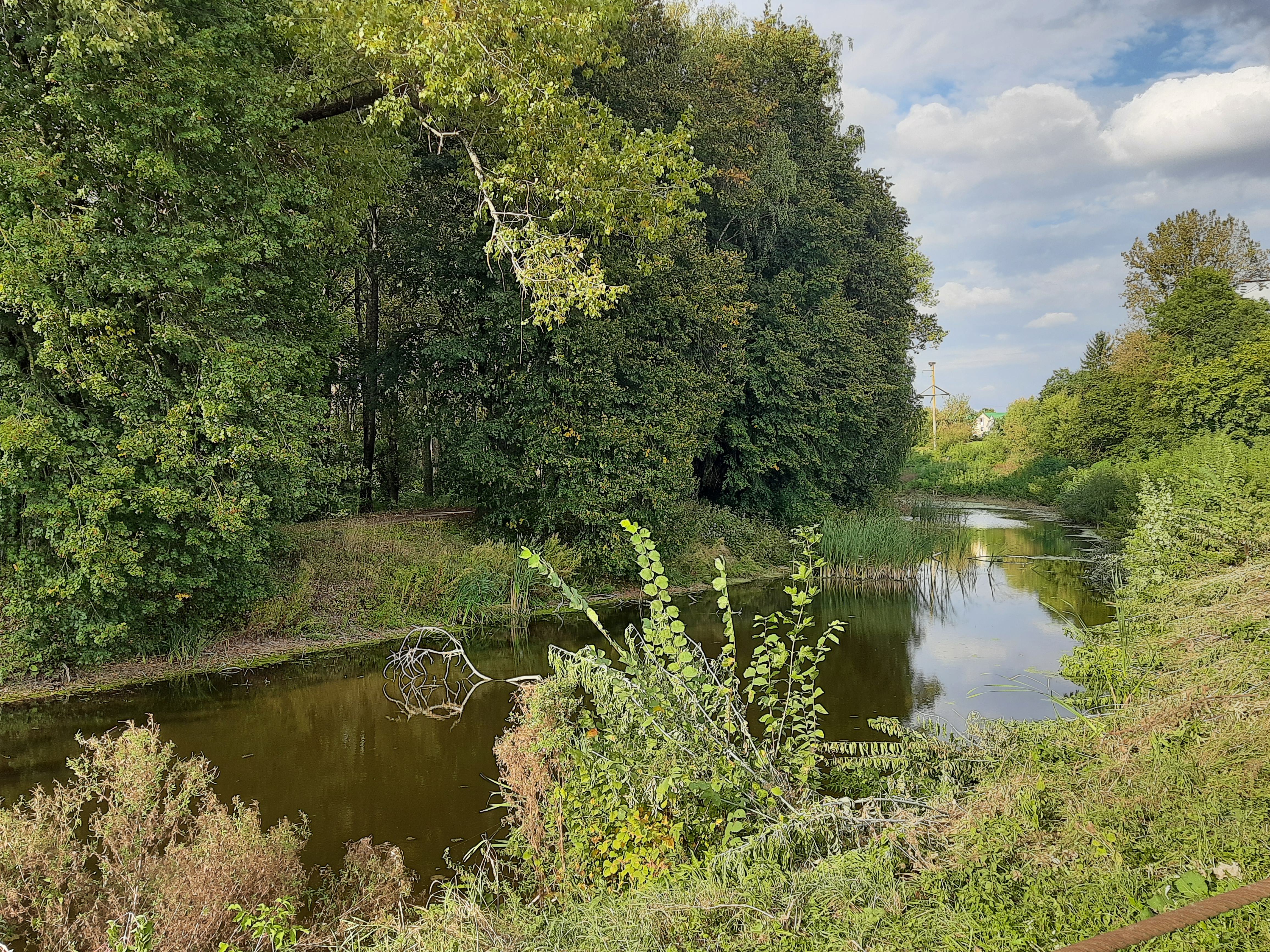
Річка Восушка

Козлі́в — селище в Україні, центр Козлівської селищної громади Тернопільського району Тернопільській області. Розташоване в центрі району на берегах річки Восушка (притоки Стрипи, басейн Дністра) та її притоки Цецорки, за 14 км від залізничної станції Денисів — Купчинці. До 2015  центр селищної ради, якій було підпорядковане село Дмухівці. До Козлова приєднані хутори Бойки, Габазівка, Грицайка, Мазепівка, Поплави.
У зв'язку з переселенням жителів хутори Каспрівка, Підзабойки, Підліс, Хрипки виключені з облікових даних.
Від вересня 2015 року — центр Козлівської селищної громади.
Населення — 1944 особи (2002).

## Назва
Походження назви населеного пункту краєзнавці пояснюють тим, що перших поселенців була авторитетна людина, можливо, їх поводир, на прізвисько «Козел», бо мав найбільше кіз. Він став засновником цього поселення, котре на його честь отримало назву Козлів.
Також існує версія походження назви, коли при описі населеного пункту і кількості населення (кріпаків), що чиновник, який це робив, мав якісь причини далеко не приязного відношення до його жителів, тому так і записав "село Козлів".

## Історія
Початком існування того чи іншого населеного пункту прийнято вважати дату, яка вперше згадана в тому чи іншому документі. І в нашому випадку такий документ є — це королівська грамота на пергаменті з датою — 23 серпня 1448 р., коли король Казимир IV Яґеллончик, перебуваючи в селі Козлів, видав грамоту стосовно надання маґдебурзького права селу Дзушиці (записана Яном з Конєцполя — королівським канцлером).
Згадується 2 березня 1456 року в книгах галицького суду як село Козлів у Теребовлянському повіті, коли Грицько Кердейович продав свій спадковий Козлів за 400 гривень старості снятинському і коломийському Міхалові «Мужилу» Бучацькому.
31 жовтня 1467 р. король Казимир IV Яґеллончик видав грамоту, за якою польському шляхтичеві Альбертові Боровському надано 200 польських марок на розбудову королівського села (королівщини) Козлів, Кропивна, Городище, Вільшанка, Таврів Теребовлянського повіту. Згідно із згаданою грамотою, Козлів і навколишні поселення належали польським королям. 
31 грудня 1474 р. король Казимир IV Яґеллончик видав грамоту (датована в Радомі), за якою записав Альбертові Боровському 50 гривень звичайних грошей на селах королівських Козлові й Таурові в тодішньому Теребовлянському повіті Галицької землі, що знаходились на той момент у нього в заставі.
Протягом І століття з часу заснування постійними орендарями села були нащадки Альберта Боровського — Мацей і Войцех, про що свідчать інші документи, котрі зберігаються в державному архіві Тернопільської області.
27 травня 1502 року польський король Олександр Яґеллон у Сандомирі видав грамоту, згідно з якою передав Козлів з присілками шляхтичу Анджеєві Ружі гербу «Порай» — львівському латинському архиєпископу, дозволив йому підвищити статус села до міста. Того ж року він став власністю Львівського римо-католицького єпископства. У Теребовлянських Ґродських Актах за 1581 рік Козлів також проходить як містечко, яке перебувало у власності Анджея Ленінського.
Трагічним в історії Козлова був, зокрема, 1575 рік. Повертаючись із походу, татари зненацька, із західної сторони, напали на Козлів і знищили його вщент, а його мешканці опинилися у татарському полоні. Звідки майже ніхто не повертався. По суті, поселення довелося засновувати знову. І це сталося через два роки після згаданої трагедії. У вересні 1577 року вийшов королівський указ, щоб на місці зруйнованого села Козлів закласти однойменне містечко з Магдебурзьким правом. На той час навколишні землі й території майбутнього містечка належали польському шляхтичу Людвіґові Будзиновському. Саме йому й вдалося заново відбудувати Козлів з добре розвиненою інфраструктурою.
Після королівського указу 1577 року в Козлові життя дуже пожвавилось, адже на руїнах вчорашнього села будували нове містечко з іншим укладом суспільного життя. Сюди в пошуках кращої долі почали звідусіль з'їжджатися незаможні шляхтичі, польські міщани, а також євреї, щоб знайти собі тут менш-більш пристойні умови для життя. З набуттям нового статусу Козлів поступово розбудовувався, населення швидко зростало, і, як бачимо, ставало інтернаціональним. Поляки і євреї з'являлися тут, як гриби після дощу. Ті наші далекі предки за своєю вірою були православними християнами, але з жовтня 1596 року, згідно з Брестською церковною унією, вони стали знову православними, а 1991 року 95 % козлівчан на місцевому референдумі висловилися на користь греко-католицизму.
Віками наші предки були принижені. Їм дозволялось лише працювати до сьомого поту. Визвольна війна під проводом Богдана Хмельницького не принесла їм жодного полегшення. Вони лише відчули, що можуть боротися за своє національне визволення.
Після Зборівської битви 1649 р. Козлів зазнав руйнувань від татарських загонів. Особливо спустошливою була турецько-татарська навала 1672 р.. Німецький мандрівник У. фон Вердум залишив у своєму щоденнику запис про зруйноване м-ко.
З 1772 по 1918 рік Галичина входила до складу Австро-Угорщини. За цей час становище селянства поліпшилося. Селяни навіть мали право оборони в судах. Стала доступною освіта для кожної людини. Українська мова стала другою державною мовою. Галичина мала свій парламент і уряд. Власне, за часів Австро-Угорщини через розвиток освіти, культури були закладені основи демократії в Галицькому суспільстві. Козлів не був винятком у тих суспільних процесах, які відбувалися у ті сприятливі для національного розвитку часи. У 1848 році було скасовано кріпаччину. У кожному селі ставили пам'ятник з нагоди цієї події. У Козлові, на початку вулиці Передмістя, був такий пам'ятник. Але у 1950-х роках, антинародна радянська влада скинула той пам'ятник у річку. Скинула, бо запрягла наш народ у нове, комуністичне ярмо, а пам'ятник нагадував про волю, котру більше ста років тому дарував австрійський цісар. Тому такі пам'ятники були радянські владі, як більмо на оці.
Влітку 1990 року Козлівське товариство ім. Тараса Шевченка разом із церковним комітетом зробили все для того, аби реставрувати цей пам'ятник, завдяки річці, яка зберегла його (мабуть, сам Бог велів). Треба виділити належне в цій величній справі покійному Роману Міляну, його сину Богдану, Михайлу та Мирону Мілянам, Йосипу Демковичу та іншим, які доклалися до того, аби відродити святиню.
Належачи до Австрії, Козлів зберігав статус заштатного містечка у Бережанському повіті. У 1875 р. львівський краєзнавець Антон Шнайдер створив для містечка проект герба: на червоному тлі срібна квітка троянди (родовий герб одного з колишніх власників Козлова, єпископа Боришевського).
Що стосується Козлова, то Австро-Угорська імперія залишила по собі добру пам'ять. Церква, костел, дмухавецька церква, школа (старий корпус), декілька адміністративних будинків, ліс — все це було зроблено за часів Австро-Угорщини. В народі зберігся афоризм, що «Небіжка Австрія була доброю мачухою».
У 1880 році в Козлові проживало 3470 осіб, з них поляків — 1501, євреїв — 1038 і українців — 931. Козлів мав 5586 морґів орної землі, 7 морґів лісу, 20 морґів ставу, 115 морґів доріг. Щодо костелу, то польська громада збудувала його у 1870—1880 роках. Костел був споруджений у готичному стилі, старі люди кажуть, що був дуже гарний як ззовні, так і в середині. Але війна не пощадила цього храму. Навесні 1944 року, коли в Козлові стояв фронт, костел зруйнували гітлерівці.
Щодо євреїв, то вони мали свою гарну синагогу, яку після війни переобладнали у житловий будинок (нині — на вулиці Незалежності, 1). До речі, євреї мали і свій цвинтар, під лісом, з правого боку, коли їхали «на оренду». Сьогоднішні козлівчани добре знають це місце, тільки не всім відомо, що там колись було.
У 1910 році була заснована хата-читальня святого Андрія, яка відіграла значну роль у патріотичному вихованні населення. Це товариство проіснувало до 1944 року.
Уже восени 1914 року наше містечко опинилося в руках московських яничарів. Вони своїми варварськими методами хотіли винищити українське життя та його культурні сили. Тому недивно, що молоді хлопці та їх батьки воліли вмерти за волю України, аніж гибіти в снігах чужої імперії. Десятки козлівських юнаків та чоловіків середнього віку опинилися у рядах Українського січового стрілецтва. За п'ять років війни стрільці брали участь у сотнях битв на різних теренах України. Сьогодні можна гордитися такими предками, котрі віддали життя за волю України. Але… у липні 1919 року Польща знову окупувала Галичину, зробивши її колонією. 1 липня 1925 р. гміну (самоврядну громаду) Козлів вилучено з Бережанського повіту і включено до Тернопільського. У вересні 1930 року була проведена так звана «пацифікація», метою якої було фізично і морально покарати неслухняних українців за те, що вони посміли піднятися на боротьбу за створення незалежної Української держави.
Варто також відзначити і позитивні моменти в стосунках між поляками і українцями — це освячення води на Йордан на річці Восушці. Греко-католицький священик отець Зарицький і католицький ксьондз Роком по черзі відправляли Службу Божу, а потім освячували воду в річці. Отець Зарицький, на відміну від ксьондза Рокоша, який розпалював ворожнечу між українцями і поляками, був українським патріотом, був на висоті свого звання і покликання, вболівав за громадські справи, позитивно впливав на прихожан, виховуючи в них почуття національної гідності. Користувався великим авторитетом і повагою у козлівчан.
До 1939 діяли «Просвіта», «Рідна школа», «Сільський господар» й інші українські товариства й організації.
1940–1962 Козлів — райцентр.
5 липня 1941 — 21 липня 1944 перебував під німецько-нацистською окупацією.
1955 випав сильний град, що знищив близько половини врожаю.
12 червня 2020 року, відповідно до розпорядження Кабінету Міністрів України № 724-р «Про визначення адміністративних центрів та затвердження територій територіальних громад Тернопільської області» увійшло до складу Козлівської селищної громади.
19 липня 2020 року, в результаті адміністративно-територіальної реформи та ліквідації Козівського району, селище увійшло до складу Тернопільського району.

## Символіка

### Герб
Краєзнавець А. Шнайдер у XIX ст. пропонував свій варіант герба для містечка.
За основу він брав герб його колишнього власника, львівського римо-католицького архієпископа Боришевського, який належав до герба "Порай": у червоному полі срібна троянда. 
Такий герб Козлова офіційного затвердження не мав і на місці не вживався.

## Населення

### Мова
Розподіл населення за рідною мовою за даними перепису 2001 року:
| Мова       | Кількість | Відсоток |
| ---------- | --------- | -------- |
| українська | 1930      | 99.54%   |
| російська  | 9         | 0.46%    |
| Усього     | 1939      | 100%     |

## Пам'ятки

Пам'ятник Тарасові Шевченку

Є церква Вознесіння Господнього (1896; мурована, УГКЦ).
Споруджено меморіал на братській могилі воїнів РА (1953), пам'ятники полеглим у німецько-радянській війні односельцям (1965), Тарасу Шевченку (1992, скульптор В. Мельник), Борцям за волю України (1993), встановлено пам'ятний хрест на честь скасування панщини (1990), на хуторі Грицайка насипано могилу трьом борцям за волю України (1991).
19 лютого 2015 року у Козлові встановили хрест на честь Героїв Небесної сотні; меморіал споруджено стараннями вірних парафії та місцевого пароха і декана Козлівського о. Романа Гука. Автор мозаїки є о. Євген Андрухів, священик Івано-Франківської єпархії, раніше працював на мозаїками Патріаршого собору Воскресіння Господнього у Києві
Пам'ятник Т. Шевченку
Щойновиявлена пам'ятка монументального мистецтва. Розташований на вулиці Галицькій.
Встановлений 1992 р. Скульптор – В. Мельник, архітектор – І. Самарик.
Погруддя – карбована мідь, постамент – бетон.
Погруддя – 1,5 м, постамент – 2,2 м.

## Соціальна сфера
Діють ЗОШ 1-3 ступ., Будинок культури із залою на 460 місць, бібліотека, дошкільний заклад, дільнична лікарня № 2, поліклініка, спиртовий та цегельний заводи, с.-госп. ТзОВ «Зірка», торговельні заклади.
За радянських часів діяли кінотеатр, 2 бібліотеки, районна лікарня на 75 ліжок, аптека і дитсадок.
У селищі є народний (від 1996) жіночий вокальний ансамбль, шаховий клуб.

## Церковна сфера
- Згідно книги І. Скочиляса «Генеральні візитації» (с. 91) містечко Козлів у 1733 році мало 3 унійні церкви: Вознесіння Господнього, св. Дмитрія та св. Миколая. Оригинал візитаційних актів знаходиться у Національному музеї у Львіові (Книга Ркл — 11, аркуш 165).
- Освячення нової каплиці стало початком місій отців редемптористів у смт Козлів [Архівовано 4 Березня 2016 у Wayback Machine.]
- Владика Василій відвідав парафії Козлівського деканату
- Декан Козлівський отець Роман ГУК, мапа Козлівського деканату

## Спорт
У містечку є ФК «Товтри» — аматорський футбольний клуб, учасник розіграшу Кубка України-2009 серед аматорів.

## Некрополі
Є військовий цвинтар. На ньому поховано 1260 воїнів і офіцерів радянської армії, які загинули при визволенні від нацистів. Їх тіла спочатку були поховані на сільському цвинтарі у 10 братських могилах. Пізніше цю ділянку могил (1952 р.) виділили із загальної площі цвинтаря, там встановлено пам'ятник і стели із прізвищами загиблих.

## Відомі люди

### Народилися
- Дичко Олександр Вікторович (1990—2022) — старший солдат Збройних сил України, учасник російсько-української війни.
- доктори наук І. Мриглод, О. Осів,
- польський скульптор Целестин Гошовський,[21]
- лікар і громадський діяч Ігор Кушнір,
- заслужений лікар України Василь Пришляк,
- живописець Ігор Шумський.
- Сроковський Володимир — командант сотні Легіону Українських січових стрільців.

### Пов'язані з містечком
- Навчалися геолог І. Вовк, архітектор Б. Мриглод, доктор фізико-математичних наук О. Овсяников
- Коцюбко Андрій — майстер спорту зі спортивної ходьби і надмарафонського бігу, переможець змагань «Тернопільська озеряна» у 2015 і 2016 роках.[22]
- працював доктор, професор Петро Кузів
- о. Андрій Левицький гербу Рогаля (пом. 1811) — декан і парох у Козлові[23]

### Проживали
- доктор наук Дмитро Бучко
- отець Олексій Заклинський (1862—1863 роки)
- отець Данило Зарицький (1920—1934 роки)
- лікар Степан Зарицький вів у містечку лікарську практику (до 1944 року)